# Togny-aux-Bœufs
Togny-aux-Bœufs est une commune française, située dans le département de la Marne en région Grand Est.

## Géographie

### Localisation
Togny-aux-Bœufs se trouve au centre/sud-est du département de la Marne, en région Grand Est. La commune appartient à la région agricole de la vallée de la Marne.
La commune de Togny-aux-Bœufs s'étend sur une superficie de 998 hectares, de la Champagne crayeuse au sud-ouest vers la vallée de la Marne au nord-est. L'altitude se réduit dans cette même direction, de 161 à 85 mètres. Le village de Togny-aux-Bœufs, arrosé par la Guenelle, se trouve au nord-est de la commune.
Par la route, Togny-aux-Bœufs se situe à 16 km de Châlons-en-Champagne, préfecture de la Marne, à 19 km de Vitry-le-François, et à 4 km de Saint-Germain-la-Ville, siège de la communauté de communes de la Moivre à la Coole dont Togny-aux-Bœufs fait partie. La commune fait en outre partie du bassin de vie de Châlons-en-Champagne.
Togny-aux-Bœufs est limitrophe de 5 communes :
| Mairy-sur-Marne |                 | Vésigneul-sur-Marne |
|                 | Togny-aux-Bœufs | Pogny               |
| Coupetz         |                 | Vitry-la-Ville      |

### Hydrographie

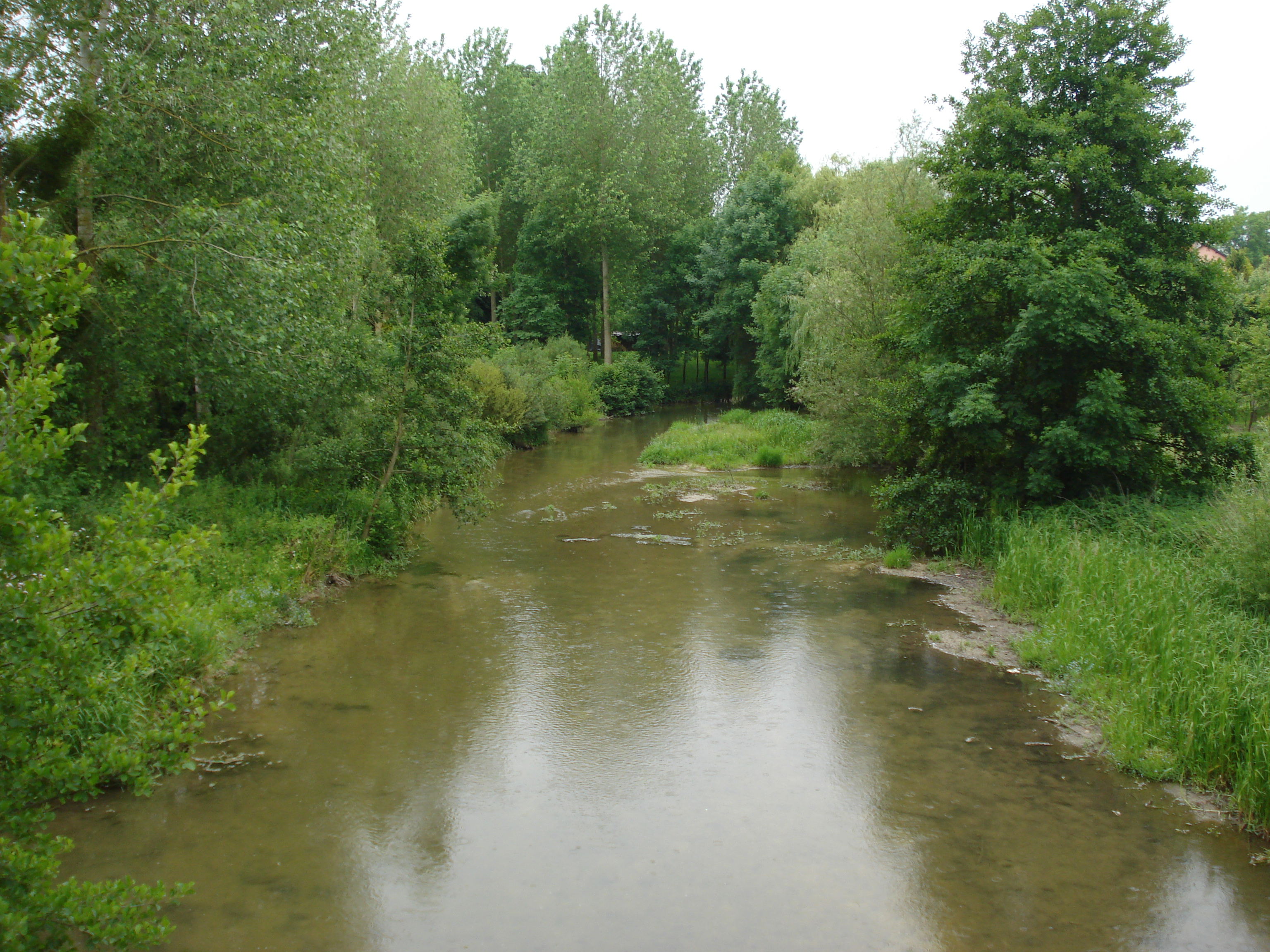
La Guenelle à Togny-aux-Bœufs.

La commune est dans la région hydrographique « la Seine de sa source au confluent de l'Oise (exclu) » au sein du bassin Seine-Normandie. Elle est drainée par la Marne, la Guenelle, divers bras de la Guenelle,.
La Marne prend sa source sur le plateau de Langres, dans la commune de Saints-Geosmes (Haute-Marne) et se jette dans la Seine entre Charenton-le-Pont et Alfortville (Val-de-Marne) dans le quartier de Conflans-l'Archevêque. 
La Guenelle, d'une longueur de 30 km, prend sa source dans la commune de Glannes et se jette dans la Marne à Mairy-sur-Marne, après avoir traversé onze communes. 
Un plan d'eau complète le réseau hydrographique : le Grand Accru, d'une superficie totale de 1,5 ha (0 ha sur la commune),.

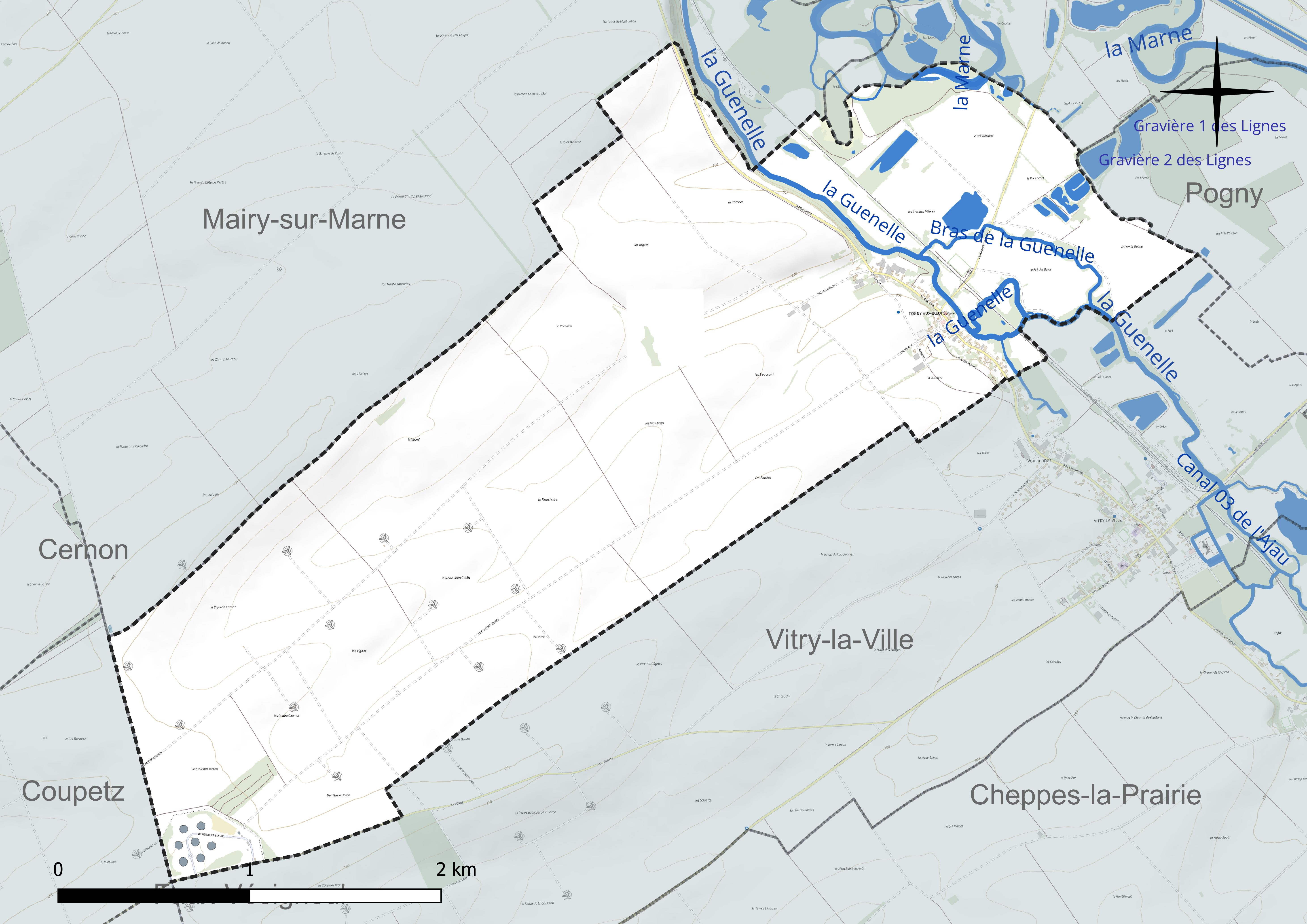
Réseau hydrographique de Togny-aux-Bœufs.

### Climat
Pour des articles plus généraux, voir Climat du Grand Est et Climat de la Marne.
En 2010, le climat de la commune est de type climat océanique dégradé des plaines du Centre et du Nord, selon une étude du Centre national de la recherche scientifique s'appuyant sur une série de données couvrant la période 1971-2000. En 2020, Météo-France publie une typologie des climats de la France métropolitaine dans laquelle la commune est exposée à un climat océanique altéré et est dans la région climatique  Nord-est du bassin Parisien, caractérisée par un ensoleillement médiocre, une pluviométrie moyenne régulièrement répartie au cours de l’année et un hiver froid (3 °C). 
Pour la période 1971-2000, la température annuelle moyenne est de 10,6 °C, avec une amplitude thermique annuelle de 15,9 °C. Le cumul annuel moyen de précipitations est de 691 mm, avec 11,7 jours de précipitations en janvier et 8,3 jours en juillet. Pour la période 1991-2020, la température moyenne annuelle observée sur la station météorologique de Météo-France la plus proche, « Fagnières-Inra », sur la commune de Fagnières à 15 km à vol d'oiseau, est de 11,2 °C et le cumul annuel moyen de précipitations est de 632,3 mm. 
La température maximale relevée sur cette station est de 41,8 °C, atteinte le 25 juillet 2019 ; la température minimale est de −21 °C, atteinte le 6 janvier 1985,,. 
Les paramètres climatiques de la commune ont été estimés pour le milieu du siècle (2041-2070) selon différents scénarios d'émission de gaz à effet de serre à partir des nouvelles projections climatiques de référence DRIAS-2020. Ils sont consultables sur un site dédié publié par Météo-France en novembre 2022.

### Milieux naturels et biodiversité
L'Inventaire national du patrimoine naturel (INPN) recense 468 espèces sur le territoire de la commune, dont 92 espèces protégées et 45 espèces menacées.
Togny-aux-Bœufs compte une zone naturelle d'intérêt écologique, faunistique et floristique (ZNIEFF) de type I : la ZNIEFF des « noues et cours de la Marne, forêts, prairies et autres milieux », au carrefour des communes de Mairy-sur-Marne, Saint-Germain-la-Ville, Togny-aux-Bœufs et Vésigneul-sur-Marne. Sur 433 hectares, la zone représente une diversité de milieux : rivières, ruisseaux et méandres recoupés ; noues marécageuses ; mares et étangs (formés sur d'anciennes gravières) ; prairies alluviales, mésophiles ou artificielles ; forêts (dominées par le frêne et le chêne pédonculé) et peupleraies. Du point de vue de la faune, la zone accueille plusieurs espèces figurant sur la liste rouge régionale, notamment six espèces d'oiseaux et six espèces de libellules.
Le nord-est de la commune et la ZNIEFF des « noues et cours de la Marne, forêts, prairies et autres milieux » sont inclus dans la ZNIEFF de type II de la « vallée de la Marne de Vitry-le-François à Épernay », qui s'étend sur plus de 13 000 hectares entre ceux deux villes et comprend sept ZNIEFF de type I représentant « les milieux les plus remarquables et les mieux conservés de cette partie de la vallée ».

## Urbanisme

### Typologie
Au 1er janvier 2024, Togny-aux-Bœufs est catégorisée commune rurale à habitat dispersé, selon la nouvelle grille communale de densité à sept niveaux définie par l'Insee en 2022.
Elle est située hors unité urbaine. Par ailleurs la commune fait partie de l'aire d'attraction de Châlons-en-Champagne, dont elle est une commune de la couronne,. Cette aire, qui regroupe 97 communes, est catégorisée dans les aires de 50 000 à moins de 200 000 habitants,.

### Occupation des sols
L'occupation des sols de la commune, telle qu'elle ressort de la base de données européenne d’occupation biophysique des sols Corine Land Cover (CLC), est marquée par l'importance des territoires agricoles (93,9 % en 2018), une proportion sensiblement équivalente à celle de 1990 (94,1 %). La répartition détaillée en 2018 est la suivante : 
terres arables (81 %), zones agricoles hétérogènes (10,2 %), prairies (2,7 %), zones industrielles ou commerciales et réseaux de communication (2,5 %), zones urbanisées (2 %), forêts (1,7 %). L'évolution de l’occupation des sols de la commune et de ses infrastructures peut être observée sur les différentes représentations cartographiques du territoire : la carte de Cassini (XVIIIe siècle), la carte d'état-major (1820-1866) et les cartes ou photos aériennes de l'IGN pour la période actuelle (1950 à aujourd'hui).

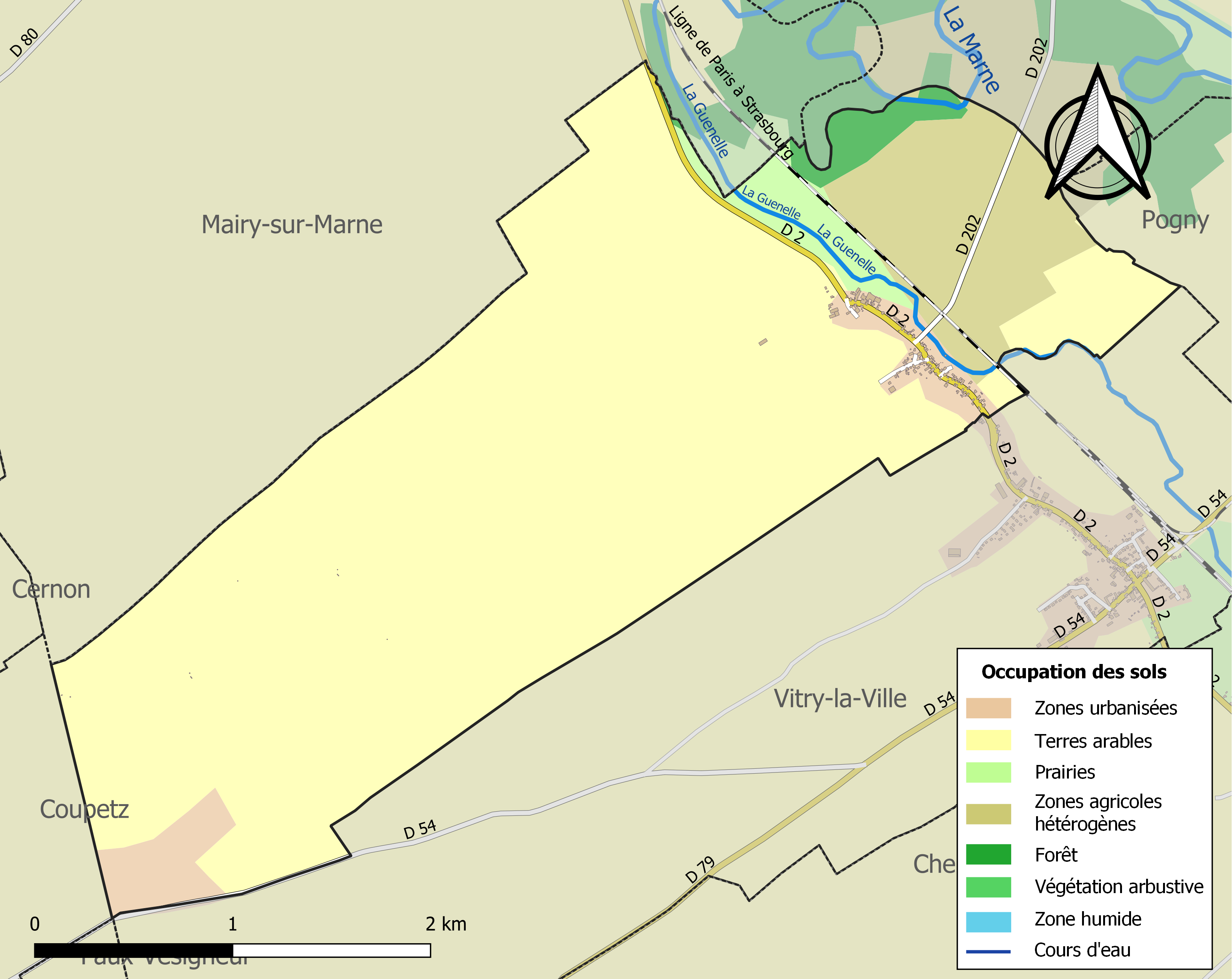
Carte des infrastructures et de l'occupation des sols de la commune en 2018 (CLC).

### Voies de communication et transports
Togny-aux-Bœufs est traversée par la route départementale 2 entre Châlons-en-Champagne et Vitry-le-François. Elle est également reliée à Vésigneul-sur-Marne, de l'autre côté de la Marne, par la route départementale 202.
Son territoire est également traversé par la ligne Paris - Strasbourg, dont la station la plus proche était celle de Vitry-la-Ville.

## Toponymie
Le nom de la localité est attesté sous les formes Tonniacum (1094) ; Tuini (1161) ; Tongnei (1171) ; Tuniacum (1174) ; Tuigni (1178) ; Toegni (1185) ; Toigni (1225) ; Tugni (vers 1240) ; Tongnis (1234-1243) ; Tooni (vers 1252) ; Villa Toigniei (XIIIe siècle) ; Taugny, Tooigny (vers 1300) ; Toingny (1332) ; Tohugny (1383) ; Thoigny (1384) ; Thogny (1398) ; Tongny (1406) ; Thoigny (1464) ; Thongny (1472) ; Thongny-sur-Blaise (1551) ; Thosni (1556) ; Thongny-aux-Beufz (1565) ; Tongny-aux-Bœufs (1680) ; Tougny (1728) ; Thonniacum (1775) ; Togny (XVIIIe siècle) ; Togny-aux-Bœufs (1834).

Son nom connu actuellement est a priori du fait que les bœufs ayant servi à la construction de la basilique de l'Épine seraient venus dans les pâtures du village pour prendre quelque repos.

## Histoire

### Origines
Togny-aux-Bœufs aurait été fondé par un général romain nommé Toniacus. La craie utilisée pour la construction de la basilique de l'Épine pourrait venir en partie du village.

### Moyen Âge
En 1375, un capitaine du roi de France, Enguerrand de Coucy, traverse la Champagne avec ses bandes de routiers, au grand dommage du plat pays : « Ainsi les habitants de Togny-en-Champagne se virent-ils  réduits à s’entasser dans des cachettes pour échapper aux terribles gens d’armes. »

### Seconde Guerre mondiale
Le 20 mai 1940, lors de la Bataille de France, ordre est donné au 36ème BCC (bataillon de char de combat) de faire mouvement pour assurer la garde des têtes de ponts sur la Marne à Pogny et Vésigneul. La troisième compagnie du bataillon s'installe à Togny-aux-Bœufs le 21 mai. Dès le 23 mai, cette compagnie quitte le village et est transportée par chemin de fer depuis Châlons vers Berzy-le-Sec (Aisne).
Le 13 juin 1940, après avoir traversé la Marne à Pogny, les chars du détachement Gasc du 41ème BCC - renvoyés vers l'arrière pour réparations - se regroupent à Togny. Le général de Lattre de Tassigny met le capitaine Gasc en demeure, malgré son ordre de mission, de mettre ses chars à sa disposition. Vers 20 heures, les chars pratiquement inutilisables sont dispersés le long de la Marne sur un front de près de 12 kilomètres. Le char 342 CORTON est placé à la lisière Nord de Togny-aux-Bœufs en direction de Vésigneul puis sabordé, ainsi que les chars 320 DROME et 316 MOSELLE (ce dernier à court d'essence, entre Togny et Vitry-la-Ville). Le 14 juin, ordre est donné au détachement Gasc de se replier dans le département de l'Aube.

## Politique et administration

### Rattachements administratifs et électoraux
La commune se trouve  dans l'arrondissement de Châlons-en-Champagne du département de la Marne. Pour l'élection des députés, elle fait partie depuis 1986 de la cinquième circonscription de la Marne.
À la Révolution française, la commune fait partie du canton de Pogny. Celui-ci  est supprimé en 1801 et Togny-aux-Bœufs intègre le canton d'Écury-sur-Coole. Dans le cadre du redécoupage cantonal de 2014 en France, la commune fait désormais partie du canton de Châlons-en-Champagne-3.

### Intercommunalité
La commune, antérieurement membre de la communauté de communes de la Guenelle, est membre, depuis le 1er janvier 2014, de la communauté de communes de la Moivre à la Coole.
En effet, conformément au schéma départemental de coopération intercommunale de la Marne du 15 décembre 2011, cette communauté de communes de la Moivre à la Coole est issue de la fusion, au 1er janvier 2014, de la communauté de communes de la Vallée de la Coole, de  la communauté de communes de la Guenelle, de la communauté de communes du Mont de Noix et de la communauté de communes de la Vallée de la Craie.

### Liste des maires
| Période                                  | Période                        | Identité       | Étiquette | Qualité |
| ---------------------------------------- | ------------------------------ | -------------- | --------- | --- |
| Les données manquantes sont à compléter. |                                |                |           | |
| 1848                                     | 1851                           | Alexis Gatelet |           | |
| 1851                                     | 1862                           | Joseph Songy   |           | |
| 1862                                     | 1896                           | Onésime Henry  |           | |
| 1896                                     | 1908                           | Louis Estienne |           | |
| 1908                                     | 1913                           | Ulysse Gatelet |           | |
| 1913                                     | 1925                           | Henri Berthemy |           | |
| 1925                                     | 1935                           | Louis Ollivier |           | |
| 1935                                     | 1944                           | Louis Mortas   |           | |
| 1944                                     | 1971                           | Robert Berton  |           | |
| 1971                                     | 1983                           | Marc Jeanmaire |           | |
| 1983                                     | 2001                           | Michel Berton  |           | |
| 2001                                     | En cours (au 18 novembre 2018) | Michel Jacquet |           | Agriculteur propriétaire-exploitant Président de la CC de la Guenelle (2008 → 2013) Président de la CC de la Moivre à la Coole (2014 → 2018) Réélu pour le mandat 2014-2020, |

## Équipements et services publics

### Eau et déchets
L'approvisionnement en eau potable et l'assainissement des eaux usées sont des compétences de la communauté de communes de la Moivre à la Coole. La commune de Togny-aux-Bœufs est alimentée en eau potable par le captage du puits « La Côte des Prés » à Coupetz ; l'approvisionnement en eau potable est délégué à Veolia. L'assainissement y est non collectif.
Le service public des déchets est assuré par le Syndicat mixte du Sud-Est Marnais (SYMSEM), qui a mis en place une redevance incitative. La collecte des ordures ménagères résiduelles (en bacs noirs pucés ou en sacs rouges prépayés) et des emballages ménagers recyclables (en sacs jaunes) est réalisée en porte à porte. Le SYMSEM adhérant au syndicat de valorisation des ordures ménagères de la Marne (SYVALOM), ces déchets sont amenés en centre de transfert à Sainte-Menehould ou Vitry-en-Perthois, puis valorisés sur le site de La Veuve. La collecte du verre se fait en apport volontaire, avant transformation dans une usine de Reims. Pour les déchets volumineux ou dangereux, le SYMSEM met à disposition de ses habitants une plateforme de déchets verts et gravats, à Saint-Amand-sur-Fion, ainsi que 12 déchèteries, à Arrigny, Courtisols, Givry-en-Argonne, Mairy-sur-Marne, Pargny-sur-Saulx, Pogny, Sainte-Menehould, Thiéblemont-Farémont, Valmy, Vanault-les-Dames, Villers-en-Argonne et Ville-sur-Tourbe.

### Enseignement
Togny-aux-Bœufs fait partie de l'académie de Reims.
La commune dépend de l'école maternelle de Vitry-la-Ville, installée rue de la Libération et accueillant 35 élèves (chiffres 2024-2025), et de l'école élémentaire de Mairy-sur-Marne, installée rue du Moutier et accueillant 88 élèves (chiffres 2024-2025)
Les enfants de Togny-aux-Bœufs sont ensuite rattachés au collège Nicolas Appert et au lycée Jean Talon, tous les deux situés à Châlons-en-Champagne.

### Postes et télécommunications
Deux boîtes aux lettres de La Poste se trouvent sur le territoire de la commune, dans la Rue Principale. Le bureau de poste le plus proche est situé à Mairy-sur-Marne, à environ 4 km de Togny-aux-Bœufs.

### Justice, sécurité et secours
Du point de vue judiciaire, Togny-aux-Bœufs relève du conseil de prud'hommes, du tribunal de commerce, du tribunal judiciaire, du tribunal paritaire des baux ruraux et du tribunal pour enfants de Châlons-en-Champagne, dans le ressort de la cour d'appel de Reims. Pour le contentieux administratif, la commune dépend du tribunal administratif de Châlons-en-Champagne et de la cour administrative d'appel de Nancy.
Togny-aux-Bœufs est située en secteur Gendarmerie nationale et dépend de la brigade de Vitry-la-Ville.
En matière d'incendie et de secours, la commune dépend du Service départemental d'incendie et de secours (SDIS) de la Marne.

## Démographie
L'évolution du nombre d'habitants est connue à travers les recensements de la population effectués dans la commune depuis 1793. Pour les communes de moins de 10 000 habitants, une enquête de recensement portant sur toute la population est réalisée tous les cinq ans, les populations de référence des années intermédiaires étant quant à elles estimées par interpolation ou extrapolation. Pour la commune, le premier recensement exhaustif entrant dans le cadre du nouveau dispositif a été réalisé en 2005.

En 2022, la commune comptait 138 habitants, en évolution de +0,73 % par rapport à 2016 (Marne : −1,19 %, France hors Mayotte : +2,11 %).
| 1793 | 1800 | 1806 | 1821 | 1831 | 1836 | 1841 | 1846 | 1851 |
| ---- | ---- | ---- | ---- | ---- | ---- | ---- | ---- | ---- |
| 275  | 290  | 296  | 300  | 313  | 327  | 331  | 343  | 381  |

| 1856 | 1861 | 1866 | 1872 | 1876 | 1881 | 1886 | 1891 | 1896 |
| ---- | ---- | ---- | ---- | ---- | ---- | ---- | ---- | ---- |
| 362  | 333  | 338  | 323  | 331  | 320  | 287  | 270  | 230  |

| 1901 | 1906 | 1911 | 1921 | 1926 | 1931 | 1936 | 1946 | 1954 |
| ---- | ---- | ---- | ---- | ---- | ---- | ---- | ---- | ---- |
| 219  | 222  | 215  | 189  | 192  | 199  | 171  | 204  | 228  |

| 1962 | 1968 | 1975 | 1982 | 1990 | 1999 | 2005 | 2006 | 2010 |
| ---- | ---- | ---- | ---- | ---- | ---- | ---- | ---- | ---- |
| 200  | 163  | 153  | 165  | 166  | 161  | 146  | 150  | 134  |

| 2015 | 2020 | 2022 | - | - | - | - | - | - |
| ---- | ---- | ---- | - | - | - | - | - | - |
| 137  | 138  | 138  | - | - | - | - | - | - |

## Culture et patrimoine

### Lieux et monuments

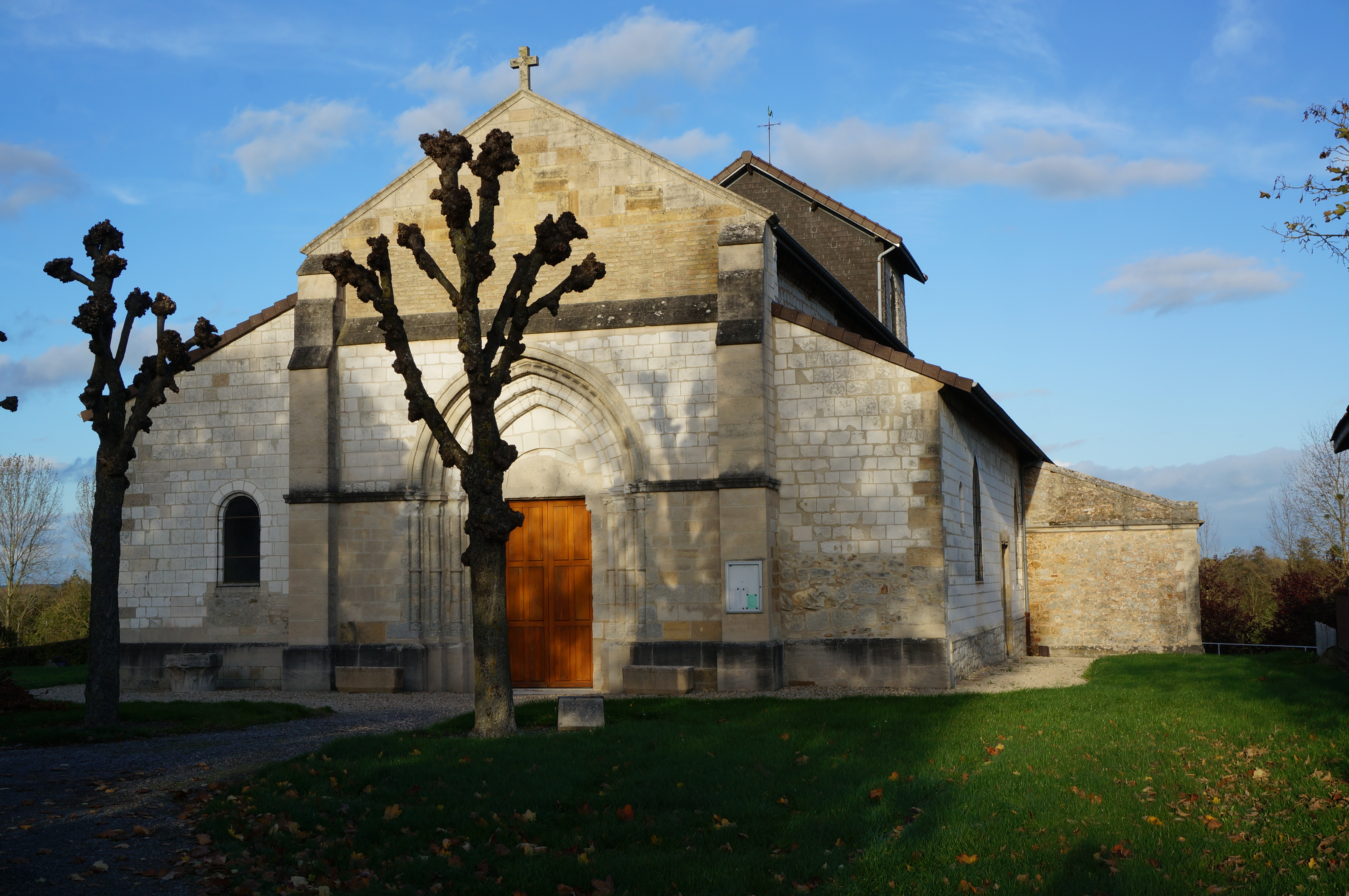
L'église Saint-Brice.

- L'église Saint-Brice abrite quatre objets classés monuments historiques : une Vierge à l'Enfant du XIIIe siècle[57], un Christ en croix du XIVe siècle[58], un bas-relief de l'Adoration des mages du XVe siècle[59] et un vitrail représentant l'Annonciation et deux hommes aux côtés d'un évêque, datant de 1520 et compléter au XIXe siècle[60].
- Le Robinson châlonnais, lieu de détente ;
- en avion, des sites archéologiques sont repérables ;
- la mairie ;
- le cimetière du village comportent de nombreux éléments historiques d'intérêt.

### Personnalités liées à la commune
- Louis-Antoine Cagnon (1771-1853), capitaine de cavalerie sous le 1er Empire, chevalier de l'ordre de la Légion d'honneur[61];
- Auguste Person, l'inventeur de la jupe à crinoline ;
- le pilote australien Gordon Edwin Beckhouse, tué par les Allemands en 1944 ;
- Togny-aux-Bœufs est le village d'origine -au XVIIe siècle- de la famille Chanoine : Jean Louis Chanoine (1787-1872), conseiller général de la Marne et maire d'Épernay de 1840 à 1848, Général Jules Chanoine (1835-1915), conseiller général de la Marne et ministre de la guerre en 1898, maison de champagne Chanoine Frères :
- Louise-Marie Lévêque (1842-1926), épouse du docteur Jean-Baptiste Langlet, maire de Reims de 1908 à 1919.